# 首相官邸デモ事件
首相官邸デモ事件（しゅしょうかんていデモじけん）とは、1946年（昭和21年）12月20日に東京都麹町区（現・千代田区）で発生した在日朝鮮人による暴動である。

## 事件の発端
1946年（昭和21年）11月10日に、在日朝鮮人は在日朝鮮人生活権擁護委員会を結成し、朝鮮人に対する生活物資の優先配給を行政機関に要求していた。そして、同年12月20日に皇居前広場で「朝鮮人生活権擁護全国大会」を開催した。

## 事件の概要
1946年（昭和21年）12月20日の全国大会では、約1万人の朝鮮人が結集した。日本共産党の徳田球一も出席しており、徳田球一の演説の後、生活権擁護の決議文を採択し、午後1時頃に集会は一旦終了した。
午後1時30分、「朝鮮人虐殺政策絶対反対」「吉田内閣は日本の敵だ」といったプラカードを掲げてデモ行進を開始。午後2時頃に首相官邸前に差し掛かると、突如警察官の制止を無視して官邸正門前に殺到した。警官隊は侵入を阻止するため門を閉鎖しようとしたが、デモ隊は投石やプラカードを振り回すなどして暴れ、遂に首相官邸に侵入した。
午後2時30分頃にアメリカ軍憲兵隊が出動し、まもなくデモ隊全員を解散させた。
この事件で、警察官23人が重軽傷を負い、拳銃2丁が奪い取られた。

## その後の顛末
警察は、「在日朝鮮人生活権擁護委員会」の委員長ら10人を、暴力行為等処罰ニ関スル法律違反で逮捕、身柄を米軍東京憲兵司令部に送致した。
米軍東京憲兵司令部は、彼らを軍事裁判にかけ、12月26日に全員有罪の判決を下した。翌年3月8日に国外追放処分となった。